# Exterior próximo
Na terminologia política da Rússia e alguns outros Estados pós-soviéticos, o termo exterior próximo (em russo:  ближнее зарубежье, blizhneye zarubezhye) refere-se às repúblicas recém-independentes (exceto a própria Rússia), que surgiram após a dissolução da União Soviética.
Algumas fontes afirmam que o termo foi popularizado pelo ministro das Relações Exteriores russo Andrey Kozyrev no início da década de 1990, referindo-se à Europa Central e Oriental, no entanto, o uso da expressão é atestado antes de Kozyrev tornar-se ministro. 
Na imprensa ocidental é muitas vezes utilizado no contexto de atividades que destacam as "ambições imperiais" da Rússia. O conceito de "near abroad" tornou-se mais amplamente utilizado na anglofonia, geralmente para afirmar o direito da Rússia de ter grande influência na região. O presidente russo, Vladimir Putin declarou a região como "esfera de influência" da Rússia e estrategicamente vital para o país. O conceito tem sido comparado à Doutrina Monroe.